# Düsseldorf Grand Prix 1976
Il Düsseldorf Grand Prix 1976 è stato un torneo di tennis giocato sul terra rossa. È stata la 7ª edizione del Düsseldorf Grand Prix, che fa parte del Commercial Union Assurance Grand Prix 1976. Si è giocato a Düsseldorf in Germania, dal 22 al 28 maggio 1976.

## Campioni

### Singolare
Björn Borg ha battuto in finale  Manuel Orantes con il punteggio di 6–2, 6–2, 6–0

### Doppio
Wojciech Fibak /  Karl Meiler hanno battuto in finale  Bob Carmichael /  Raymond Moore con il punteggio di 6–4, 4–6, 6–4